# Goniómetro

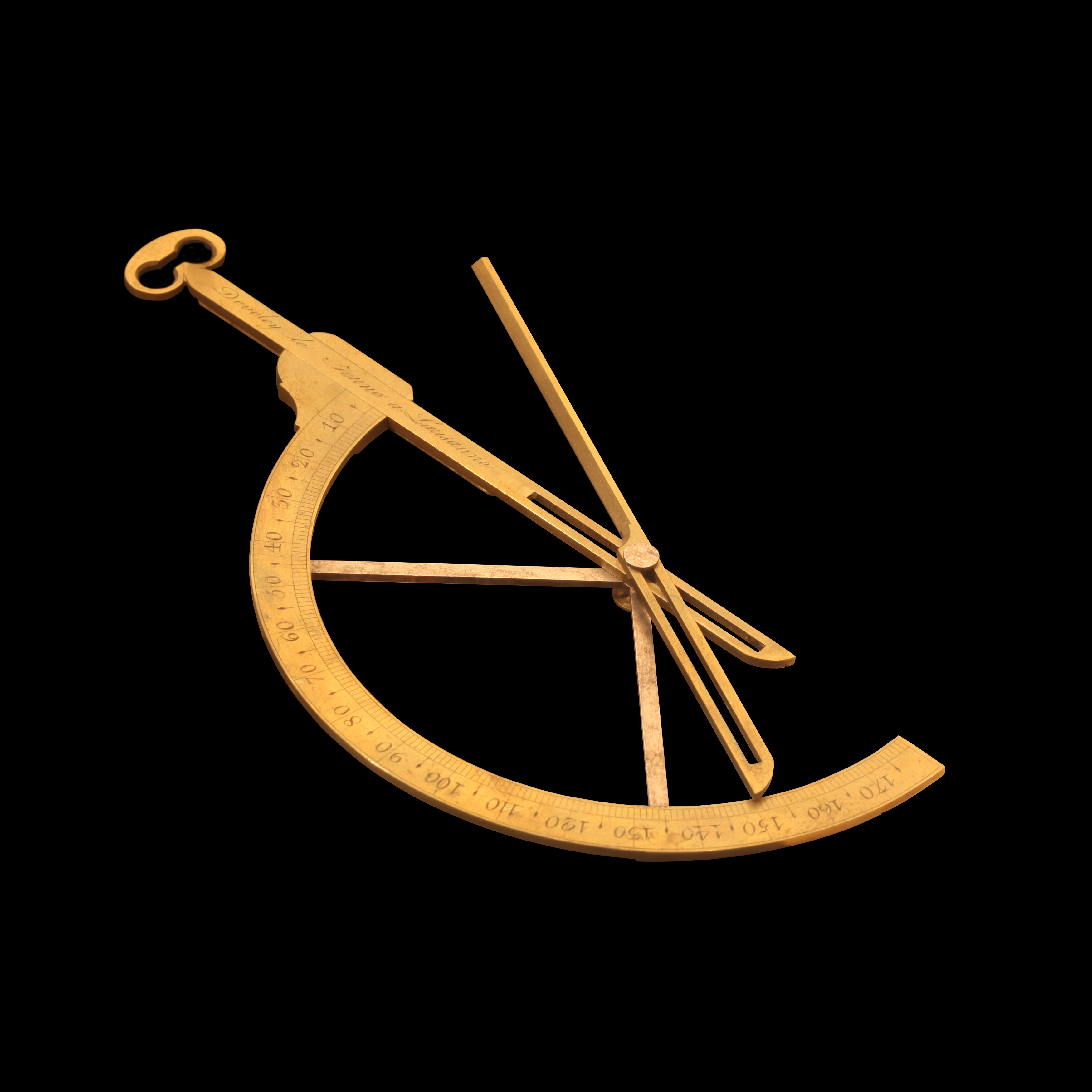
Goniómetro hecho por Develey le Jeune en Lausanne, fines del a principios del

Un goniómetro es un aparato en forma de semicírculo o círculo graduado en 180° o 360°, utilizado para medir o construir ángulos. Este instrumento permite medir ángulos tanto para trabajos constructivos (obra, carpintería, fontanería, etc.) así como en otros ámbitos como por ejemplo la fisioterapia. También se utiliza para medir ángulos entre dos objetos, tales como dos puntos de una costa, o un astro, generalmente el Sol, y el horizonte. Con este instrumento, si el observador conoce la elevación del Sol y la hora del día, puede determinar con bastante precisión la latitud a la que se encuentra mediante cálculos matemáticos sencillos de efectuar.
El nombre más común del goniómetro es sextante, un instrumento que reemplazó al astrolabio en la medición de la posición de un buque.
Entre los goniómetros están incluidos también los taquímetros y los teodolitos.